# Кондратенко, Гавриил Павлович
Гавриил Павлович Кондратенко (1854—1924) — русский и советский художник. Был председателем и почётным членом Санкт-Петербургского общества художников академического направления.

## Биография
Гавриил Кондратенко родился 21 марта 1854 года в семье крепостного крестьянина села Павловское-Куракино Городищенского уезда Пензенской губернии.

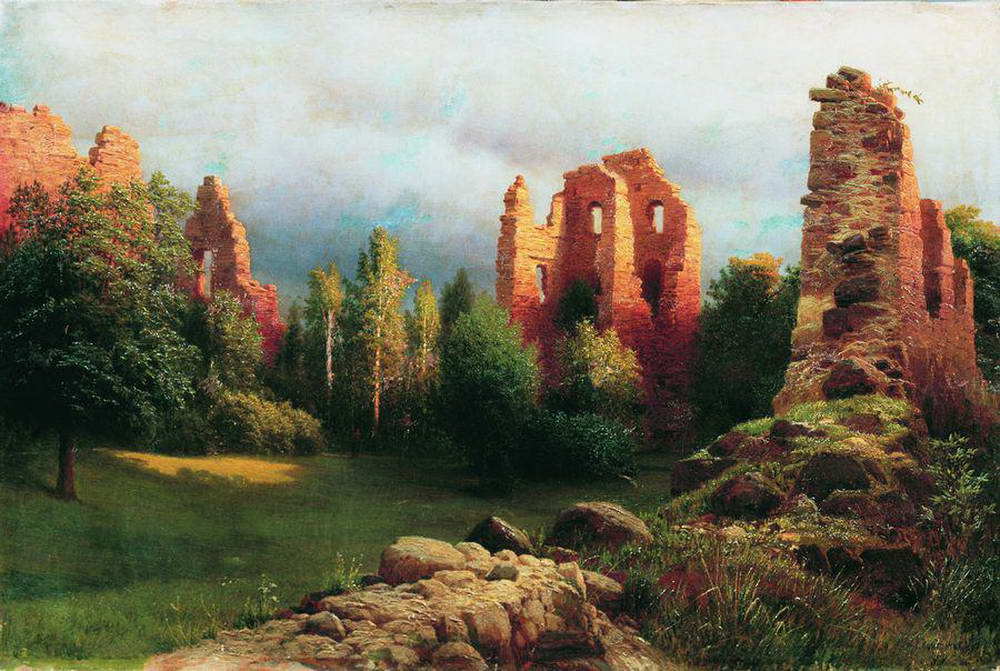
Руины старого замка

В 1873—1882 годах учился в Императорской Академии художеств сначала вольнослушателем у К. Ф. Гуна, затем — учеником в пейзажном классе у М. К. Клодта. За период учебы неоднократно награждался малыми (1875, 1877, 1879) и большими (1877, 1880) серебряными медалями. В 1882 году окончил академию, получив за «Лунную ночь в Бахчисарае» золотую медаль.
Жил в Петербурге. В 1880—1914 годах Гавриил Павлович Кондратенко совершал поездки по городам России, Украины, Кавказа, Крыма. Посетил Италию и Грецию (1890—1900, 1914). В 1880-х годах исполнил серию из двадцати пейзажей и картин, связанных с лермонтовскими местами в Москве и на Северном Кавказе. В 1913 году одна из его картин с изображением Копорской крепости была размещена в одноимённой статье Военной энциклопедии Сытина. В 1914—1915 годах иллюстрировал собрание сочинений М. Ю. Лермонтова.
Кондратенко участвовал в выставках в залах ИАХ (1883—1918, с перерывами), Общества поощрения художеств (1883—1886, с перерывами), Московского общества любителей художеств (1887—1890), Всероссийской промышленной и сельскохозяйственной выставке в Нижнем Новгороде (1896), Всемирной выставке в Париже (1900), выставке картин петроградских художников всех направлений (1923).
Был членом и экспонентом Санкт-Петербургского общества художников (1891—1918), старшиной Комитета по устройству выставок (1893—1897), председателем правления Общества (1897—1917); также — членом и экспонентом общества художников им. А. И. Куинджи (1917—1918, член с 1910).
Гавриил Павлович Кондратенко умер в 1924 году.

## Творчество
Работы художника имеются в Государственной Третьяковской галерее и Государственном Русском музее, а также в экспозициях музеев и художественных галерей страны: Омский областной музей изобразительных искусств им. М. А. Врубеля, Иркутский областной художественный музей им. В. П. Сукачёва, Пензенская областная картинная галерея им. К. А. Савицкого, Нижегородский художественный музей и другие.

## Галерея

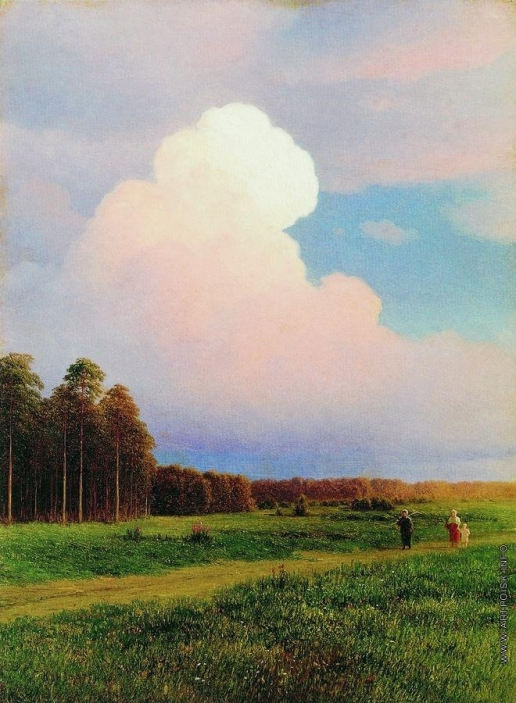
Сельский пейзаж
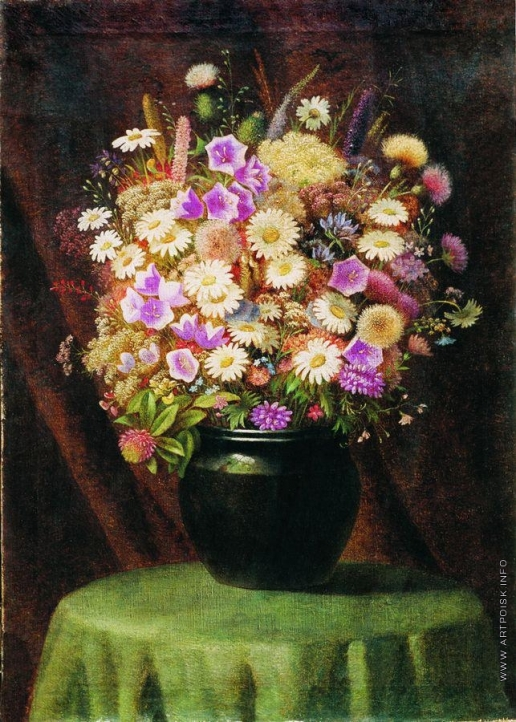
Букет цветов
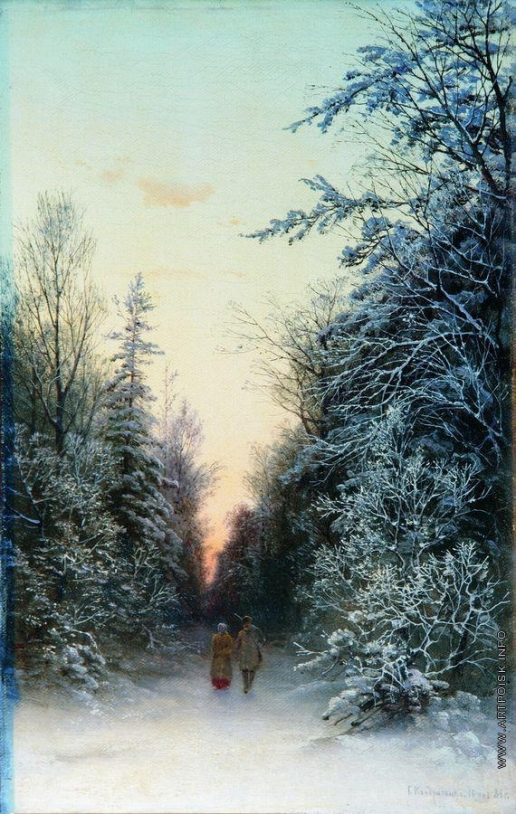
В зимнем лесу
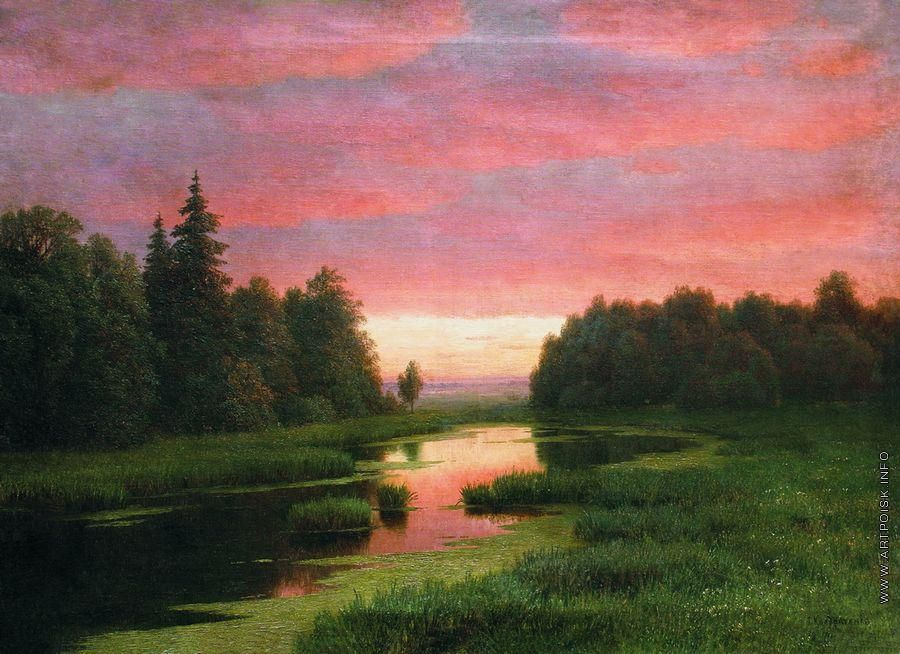
Закат над рекой
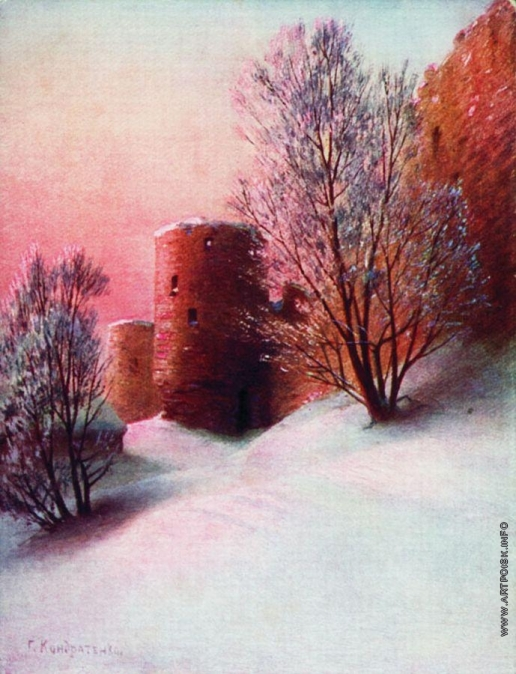
Крепость Копорье зимой
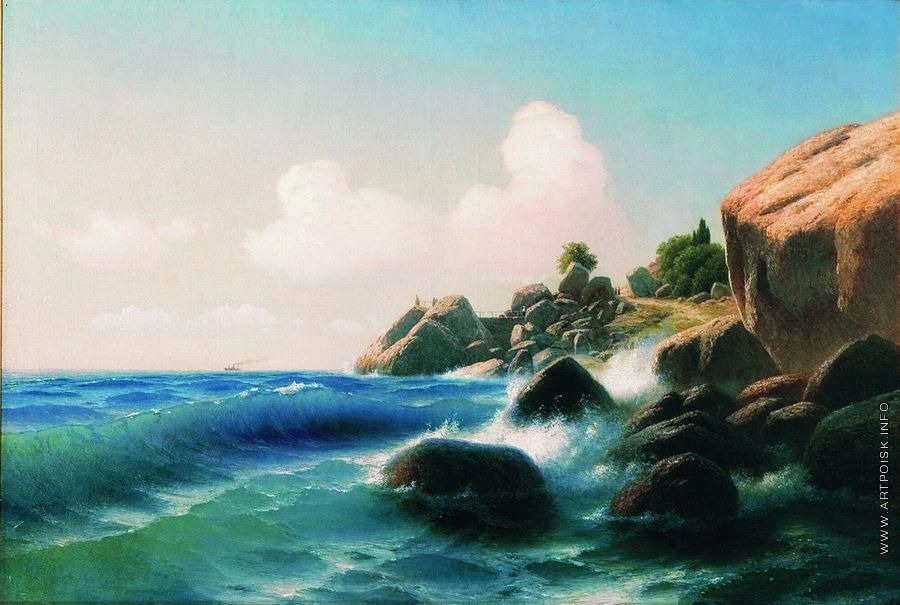
Штормит
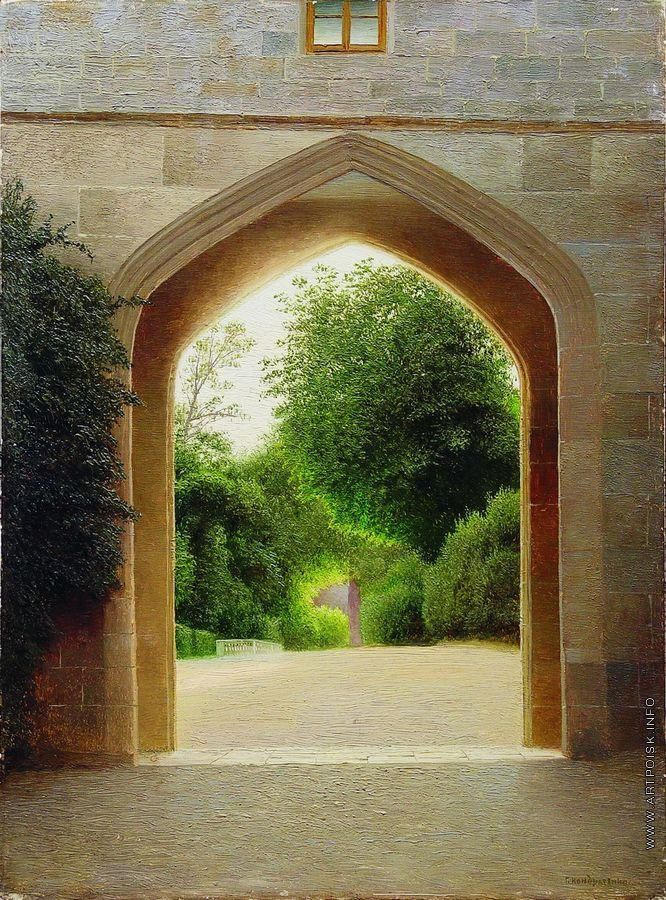
Вид Воронцовского парка в Алупке
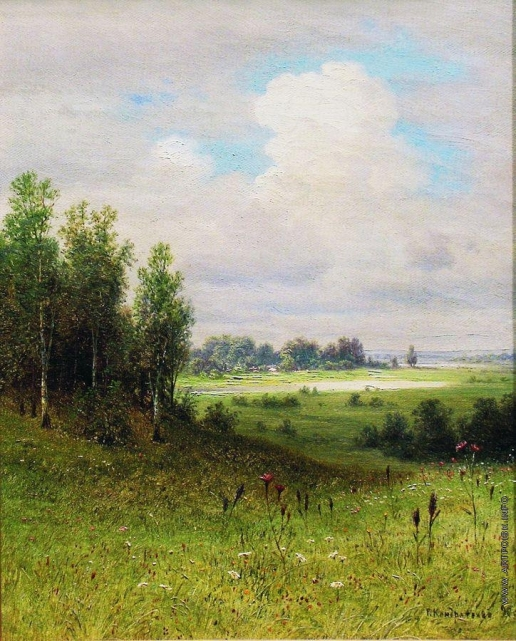
Летний пейзаж
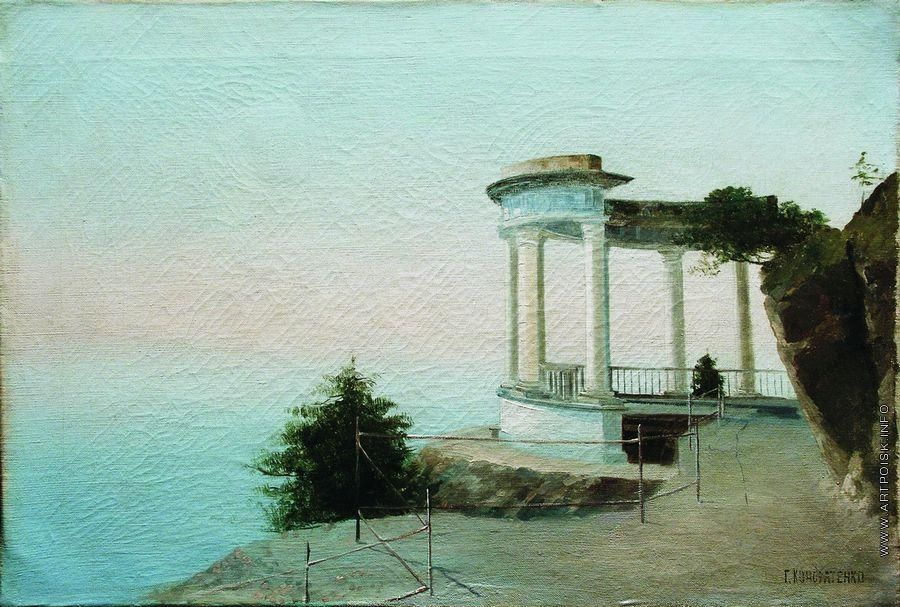
Крым. Старая ротонда.
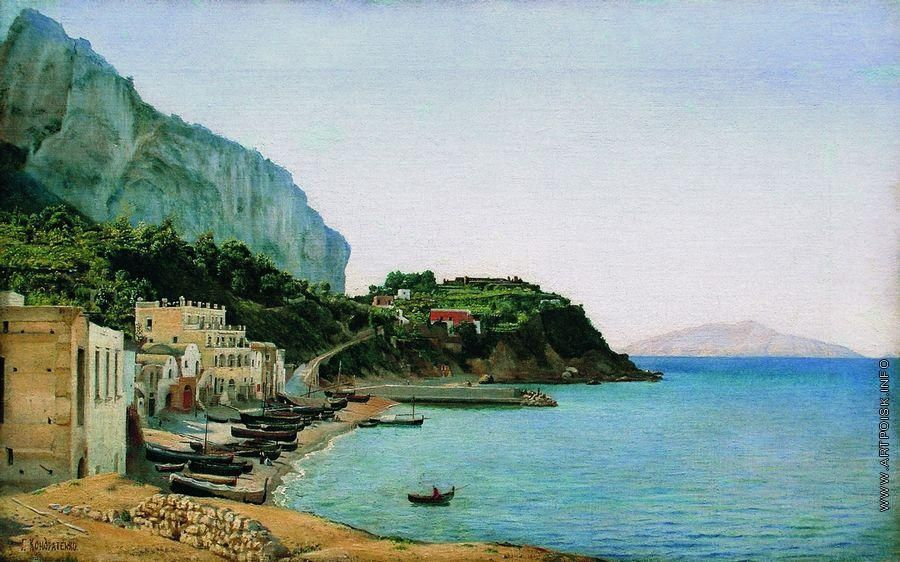
Остров Капри